# Giro d'Itàlia de 1925
El Giro d'Itàlia de 1925 fou la tretzena edició del Giro d'Itàlia i es disputà entre 16 de maig i el 7 de juny de 1925, amb un recorregut de 3.520 km distribuïts en 12 etapes. 126 ciclistes, tots italians, hi van prendre part, acabant-la 39 d'ells. L'inici i final de la cursa fou a Milà.
El jove Alfredo Binda, en la que era la seva primera participació, aconseguí la primera de les cinc victòries que aconseguí al Giro d'Itàlia imposant-se per davant els antic vencedors Costante Girardengo i Giovanni Brunero.
Després de la deserció dels equips en l'edició anterior, aquests tornen a la cursa, alhora que es cuida més els corredors individuals, els que no estan sota el paraigües de cap equip. La cursa veu l'aparició del jove Alfredo Binda que, als 23 anys, debuta al Giro i s'imposa als grans ciclistes Costante Girardengo i Giovanni Brunero.
La classificació per equips no és per temps, sinó pel fet que el vencedor pertany a l'equip Legnano.

## Classificació general
| Classificació General                  | Classificació General      | Classificació General | Classificació General |
| Pos.                                   | Ciclista                   | Temps                 |                       |
| -------------------------------------- | -------------------------- | --------------------- | --------------------- |
| 1                                      | Alfredo Binda (ITA)        | 137h 31' 13"          |                       |
| 2                                      | Costante Girardengo (ITA)  | + 4' 58"              |                       |
| 3                                      | Giovanni Brunero (ITA)     | + 7' 22"              |                       |
| 4                                      | Gaetano Belloni (ITA)      | + 26' 29"             |                       |
| 5                                      | Nello Ciaccheri (ITA)      | + 37' 57"             |                       |
| 6                                      | Ermanno Vallazza (ITA)     | + 1h 00' 27"          |                       |
| 7                                      | Pietro Bestetti (ITA)      | + 1h 15' 10"          |                       |
| 8                                      | Gianbattista Gilli (ITA)   | + 1h 25' 18"          |                       |
| 9                                      | Giovanni Trentarossi (ITA) | + 1h 40' 45"          |                       |
| 10                                     | Pasquale di Pietro (ITA)   | + 2h 31' 23"          |                       |
| 126 participants, 39 acabaren la cursa |                            |                       |                       |

## Etapes
| Etapa | Data       | Recorregut          | Km  | Vencedor d'etapa          | Líder de la general       |
| ----- | ---------- | ------------------- | --- | ------------------------- | ------------------------- |
| 1a    | 16 de maig | Milà – Torí         | 278 | Pietro Linari (ITA)       | Pietro Linari (ITA)       |
| 2a    | 18 de maig | Torí - Arenzano     | 279 | Costante Girardengo (ITA) | Costante Girardengo (ITA) |
| 3a    | 20 de maig | Arenzano - Pisa     | 315 | Pierino Bestetti (ITA)    | Costante Girardengo (ITA) |
| 4a    | 22 de maig | Pisa - Roma         | 337 | Costante Girardengo (ITA) | Costante Girardengo (ITA) |
| 5a    | 24 de maig | Roma - Nàpols       | 260 | Gaetano Belloni (ITA)     | Alfredo Binda (ITA)       |
| 6a    | 26 de maig | Nàpols - Bari       | 314 | Alfredo Binda (ITA)       | Alfredo Binda (ITA)       |
| 7a    | 28 de maig | Bari - Benevento    | 234 | Costante Girardengo (ITA) | Alfredo Binda (ITA)       |
| 8a    | 30 de maig | Benevento - Sulmona | 275 | Giovanni Brunero (ITA)    | Alfredo Binda (ITA)       |
| 9a    | 1 de juny  | Sulmona - Arezzo    | 376 | Costante Girardengo (ITA) | Alfredo Binda (ITA)       |
| 10a   | 3 de juny  | Arezzo - Forlì      | 224 | Costante Girardengo (ITA) | Alfredo Binda (ITA)       |
| 11a   | 5 de juny  | Forlì - Verona      | 318 | Costante Girardengo (ITA) | Alfredo Binda (ITA)       |
| 12a   | 7 de juny  | Verona - Milà       | 307 | Gaetano Belloni (ITA)     | Alfredo Binda (ITA)       |